# Felsőszabadi
Felsőszabadi (1899-ig Felső-Lehota, szlovákul: Horná Lehota) község Szlovákiában, a Besztercebányai kerületben, a Breznóbányai járásban.

## Fekvése
Breznóbányától 13 km-re északnyugatra fekszik.

## Története
Területén már a korai bronzkorban éltek emberek, de a késői bronzkorból is találtak maradványokat.
A falut 1406-ban „Superior Lehota” alakban említik először. 1424-ben „Felsewlehota”, 1455-ben „Lyhota regis”, 1512-ben „Lehotka”, 1529-ben „Lehotka Superior” néven tűnik fel. A 16. századig a zólyomlipcsei uradalomhoz tartozott, határában aranyat bányásztak. Később a nők csipkét vertek és árultak szerte Magyarországon, a férfiak pedig drótozással foglalkoztak és járták az országot.
A 18. század végén Vályi András így ír róla: „LEHOTA. Alsó, és Felső Lehota. Népes két tót falu Zólyom Várm. földes Ura mind a’ kettőnek a’ Lipcsei Bányászi Kamara, lakosai katolikusok, fekszenek egymástól nem meszsze, Alsó Lehota Lopejnek filiája, földgyeik termékenyek, réttyei kétszer kaszáltattak. Felső Lehotának határja soványabb.”
1828-ban 151 háza és 1168 lakosa volt.
Fényes Elek 1851-ben kiadott geográfiai szótárában így ír a faluról: „Felső-Lehota, tót falu, Zólyom vmegyében, két dülőn s a közte terjedő völgyben, Beszterczebányához 4 1/2 óra. Határa az irtványokon kivül 3349 h. szántóföld, 288 h. rét, 3061 h. erdő. Egész urb. telek 22. Földje sovány s főleg zabot és burgonyát terem. Szarvasmarhát s kevés juhot tenyészt. Lakja 662 evang., 450 kath., s mindenik felekezetnek helyben van temploma. Hradek nevű hegyén hajdan vár állott, Hola magas hegyéről pedig némelly évben le sem olvad a hó. Határát egy kis patak hasitja. Birja a kamara.”
A 20. század elején sok lakója kivándorolt. A trianoni diktátumig Zólyom vármegye Breznóbányai járásához tartozott.

## Népessége
| Év:            | 1994. | 2004.    | 2014.   | 2024.   |
| -------------- | ----- | -------- | ------- | ------- |
| Emberek száma: | 647   | 562      | 596     | 559     |
| Eltérés:       |       | -13,13 % | +6,04 % | -6,20 % |

| Év:            | 2023. | 2024.   |
| -------------- | ----- | ------- |
| Emberek száma: | 571   | 559     |
| Eltérés:       |       | -2,10 % |

1910-ben 1438, túlnyomórészt szlovák anyanyelvű lakosa volt.
2001-ben 584 lakosából 551 szlovák volt.
2011-ben 580 lakosából 527 szlovák volt.

## Nevezetességei
- Mihály arkangyal tiszteletére szentelt római katolikus temploma a 17. században épült barokk stílusban, tornya 1789-ből való.
- Evangélikus temploma 1791-ben épült.

## Neves személyek
- Itt született 1709-ben Wallaskay János orvos, alkimista.
- Itt, az evangélikus plébánián született 1812. február 27-én Samo Chalupka (Chalupka Sámuel) evangélikus lelkész, költő.
- Itt hunyt el Adam Chalupka (1767-1840) szlovák evangélikus lelkész, szakíró, Ján Chalupka és Samo Chalupka apja.

## Külső hivatkozások
- Hivatalos oldal
- Községinfó
- A község az Alacsony-Tátra honlapján
- Alapinformációk
- Samo Chalúpka szülőháza
- E-obce.sk Archiválva 2007. március 17-i dátummal a Wayback Machine-ben